# Prédicat honorifique
Un prédicat honorifique est une appellation de politesse et une marque orale de respect[pas clair]  en usage dans la diplomatie et la noblesse.
Au nom français « qualification », naguère d'usage dans ce sens,
les ouvrages de vulgarisation préfèrent souvent aujourd'hui le mot « prédicat », bien que son acception dynastique ne soit ni relevée ni attestée[pas clair] par les dictionnaires de la langue française[Qui ?].
L'allemand utilise les mots « Adelsprädikat (qualification nobiliaire) » et « Prädikatstitel (titre honorifique) ».
Les codes qui régissant l'usage de ces appellations ont été façonnés par l'histoire de la noblesse locale, et varient donc d'un pays à l'autre.
Un consensus est cependant partagé dans le monde concernant les monarques régnants
 :
ceux-ci sont appelés « Sa Majesté » ou « Sa Majesté Impériale ».

## Règles générales

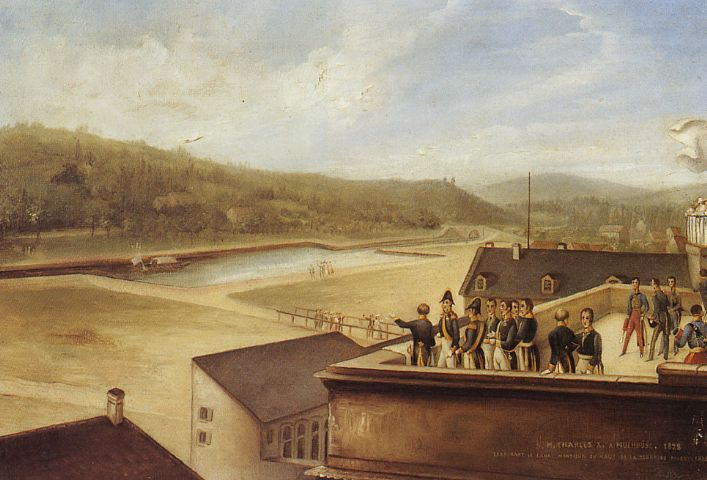
Théodore Jung, Sa Majesté Charles X à Mulhouse en 1828 examinant le Canal Monsieur, 1828.

Lors de cérémonies protocolaires, on utilise la qualification

ou prédicat suivie du titre pour les cérémonies où le monarque nommé est « souverain » et la qualification

ou prédicat suivie du titre et du nom du pays lors des cérémonies étrangères. Ainsi sur le sol français, le roi de France était désigné comme Sa Majesté le roi, mais Sa Majesté le roi de France sur un sol étranger.
Lorsque l'on s'adresse à la personne, on utilise de préférence la qualification ou prédicat seule en transformant l'adjectif possessif singulier « sa » par sa forme à la 2e personne du pluriel. Ainsi, on répondait par Votre Majesté au souverain.
Il existe néanmoins un usage pour les prétendants au trône de France, qui portent des titres et qualifications de courtoisie : on dira ainsi Son Altesse Royale le comte de Paris, Son Altesse Royale le duc d'Anjou ou encore Son Altesse Impériale le prince Napoléon.
L'usage, notamment français, qui veut que la femme porte le prénom et le nom de l'époux (on dira Madame Jacques Chirac pour désigner Bernadette Chaudron de Courcel, épouse Chirac) vaut également pour la noblesse, mais connaît quelques adaptations. Ainsi on dira : Leurs Grâces les très nobles et très honorables duc et duchesse de Norfolk mais, les qualifications ou prédicat étant liées au titre Sa Majesté la reine et Son Altesse Royale le duc d'Edimbourg, la reine et son consort n'ayant pas le même titre, donc pas le même prédicat.
Il est également d'usage lorsqu'on s'adresse à un souverain régnant ou qu'on parle de lui dans le langage courant de ne pas faire mention du nombre de fois où son nom de règne a été porté. Ainsi on parlera de Sa Majesté le roi Louis s'agissant de Louis XVI. On utilise également parfois, notamment en présence de plusieurs souverains le nom du territoire sur lequel ils règnent (que ce soit sur le sol souverain ou à l'étranger). Cet usage, en principe courant, sert surtout aujourd'hui pour distinguer les monarques anglais et français ayant eu pour nom de règne Henri ou Charles. Ainsi on dira Sa Majesté le roi Henry d'Angleterre pour Henry VIII d'Angleterre.
Cet usage portait également, sous l'ancien régime français, sur les anciens monarques légitimes. Ainsi on parlait de Sa Majesté l'arrière-grand-père du roi pour parler de Louis XIV durant le règne de Louis XV. Parfois il était également utilisé les sobriquets donnés aux rois, par exemple Sa Majesté Saint Louis pour parler de Louis IX après sa mort.
Par contre, dans les textes officiels il est toujours utilisé une qualification ou prédicat du type : Sa Majesté, Louis le quinzième, roi de France et de Navarre s'agissant par exemple de Louis XV. Il peut y avoir des différences, notamment lorsqu'il s'agit du premier roi portant ce nom. Ainsi Marie Ire d'Angleterre ne se désignera pas comme Marie la première mais comme Marie, la première de ce nom. il peut arriver aussi que l'on utilise le terme le premier nommé.
Sauf cas particuliers, les qualifications ou prédicats sont en général utilisées sous la forme suivante : Qualification + Titre + prénom.

## Autriche
Les descendants de la famille impériale portent la qualification ou prédicat Son Altesse Impériale et Royale (S.A.I.R.).
L'ancienne qualification ou prédicat pour un éventuel prétendant au trône austro-hongrois est Son Altesse Impériale et Royale l'archiduc (suivi du prénom). Cette spécificité est due au fait que leurs ancêtres régnaient à la fois sur l'empire d'Autriche et le royaume de Hongrie.

## Église catholique
Depuis 308, l'autorité des papes a toujours été assimilée à celle d'un souverain. En tant que monarchie élective, la cité du Vatican et les autres territoires pontificaux l'ayant précédée, ont toujours été reconnus comme des territoires indépendants dont le souverain est le pape.
Ainsi, bien que le pape ne soit ni roi ni empereur, il leur est assimilable.
Le prédicat du pape est Sa Sainteté (S.S.) suivi de son nom de règne. Ce prédicat vient du fait que tous les papes sont les successeurs de saint Pierre selon la tradition catholique romaine. Par exemple : Sa Sainteté le pape François.
Le prédicat d'un cardinal, en sa qualité d'électeur du pape et prince de la Sainte Église romaine, est Son Éminence (S.Ém.). Ce titre et le statut lui étant lié sera d'ailleurs à l'origine d'un profond conflit entre le pape Paul III et Henry VIII d'Angleterre. Ce dernier ayant fait exécuter John Fisher, un évêque que Paul III venait de nommer cardinal pensant que ce statut le protégerait.

## Égypte antique
Dans l'Égypte antique, on ne parle pas de qualification ou prédicat nobiliaire mais de titulature d'un roi ou d'un pharaon, terme qui désigne l'ensemble des cinq noms par lesquels il est désigné dans les textes et inscriptions. La titulature du roi d'Égypte ou du pharaon se compose donc de cinq « Grands Noms », chacun formé d'un titre suivi d'un nom proprement dit.

## France
Les règles d'usage données ici sont celles en usage entre membres de la noblesse et en présence de la famille royale. Ces règles sont toujours en vigueur sous la République, un exemple est S.A.R. Louis de Bourbon, duc d'Anjou à qui l’État reconnait ce prédicat.
Il faut distinguer les princes du sang, c'est-à-dire les membres de la famille royale ou impériale et les autres princes.

### Les monarques
En France, le roi ou l'empereur pouvaient être appelés Monseigneur et Messire, ou Sire, avec le prédicat Sa Majesté, la reine ou l'impératrice, Madame, avec le prédicat Sa Majesté. Cette appellation demeurait pour les reines même lorsque le roi décédait. C'est pourquoi Marie de Médicis et Anne d'Autriche étaient appelées Votre Majesté malgré le fait que leurs époux ne régnaient plus sur la France.
Cette formule ne doit pas cependant être utilisée comme titre d'appel, qui est Sire pour un homme, ou Madame pour une femme. On dira ainsi au roi : « Sire, Votre Majesté est-elle prête pour la fête ? » ou à une reine ou à une impératrice « Madame, Votre Majesté est-elle prête pour la fête ? ».

### La famille royale et les princes du sang
Les fils et les filles de France étaient appelés Monseigneur et Madame, avec la qualification ou prédicat Son Altesse Royale. Les princes et princesses de la famille impériale portaient, eux, la qualification ou prédicat Son Altesse Impériale.
Le second fils du roi se faisait appeler Monsieur et son épouse Madame et leur fille aînée Mademoiselle. La fille aînée du monarque pouvait également se faire appeler Madame.
Pour les petits-fils de France et les princes du sang, la qualification était : Son Altesse Royale.
La qualification ou prédicat était toujours suivie de  Monsieur ou Monseigneur
Indépendamment des qualifications de majesté ou d'altesse, le roi, la famille royale, les princes et princesses du sang étaient désignés par une déclinaison de prédicats. Très haut, très puissant et très excellent prince(sse), pour le roi et la reine. Très haut, très puissant et excellent prince(sse), pour le dauphin et la dauphine. Très haut et très puissant prince(sse), pour les fils et filles de France. Très haut et puissant prince(sse), pour les petits-fils et petites-filles de France, ainsi que pour les princes et princesses du sang. Ces prédicats furent conservés sous la monarchie de Juillet, contrairement aux titres de fils de France, de petit-fils de France et de prince du sang, qui ne furent plus donnés après 1830.
À noter que certains princes du sang et notamment le puîné de la branche des Bourbon-Condé utilisaient préférentiellement leur titre de noblesse plutôt que le titre de prince. Ainsi, le duc d'Enghien était appelé Son Altesse Monsieur le duc d'Enghien et non : Son Altesse Monsieur le prince de Condé. Dans les appellations particulièrement protocolaires ou en présence d'autres princes de la branche des Bourbon-Condé, il pouvait arriver que le puîné utilise le prédicat de : Son Altesse Monsieur le prince de Condé, duc d'Enghien.
Dans l'usage écrit pour les familiers de la famille royale et surtout dans l'usage oral, il n'était pas rare d'utiliser la formule Votre Altesse, mais l'usage était de faire suivre la qualification ou prédicat d'une révérence afin de montrer qu'il ne s'agissait pas d'un manque de respect.
Il était, par contre, strictement interdit de parler d'une altesse royale en tant que Son Altesse, sauf à vouloir montrer à son interlocuteur tout le dédain que ladite altesse inspirait à celui qui l'avait ainsi appelée. Mais peu de gens s'y risquaient, car ceux qui osaient ouvertement manquer de respect à une altesse royale, recevaient généralement une lettre de cachet[réf. nécessaire].

### Les princes non royaux
Bien que sous l'ancien régime il n'existât en France quasiment pas de titres de princes inféodés à la Couronne, il pouvait arriver que des princes non régnants étrangers (notamment de Russie ou du Saint-Empire) fussent admis à la Cour. Ils avaient dès lors le droit à la qualification ou prédicat de Son Altesse.
En présence d'une altesse royale (ou d'une altesse sérénissime), nul ne pouvait nommer cette dernière autrement que par Son Altesse Royale ou Sérénissime, de façon à marquer la préséance de la famille royale en territoire français.
À noter que les princes des familles régnantes étrangères admis à la Cour et surtout les altesses royales, conservaient leur qualification ou prédicat, mais pour faire la distinction avec la famille royale, il était ajouté à la fin de l'appellation le nom du royaume d'origine du prince. Ainsi, la sœur d'Henry VIII, Margaret aurait été à la cour de François Ier : Son Altesse Royale la princesse Margaret d'Angleterre et d'Irlande.

### Autres titres
Il n'existe pas, dans ce cas, de qualification ou prédicat particulière sauf pour les ducs qui sont automatiquement appelés Monsieur le Duc.
Par contre, il existait une appellation usuelle d'Ancien Régime qui était :
Titre + prénom + nom de famille ou de fief. Exemple : Le comte Louis Armand de Terrignac.
Il arrivait également que les chevaliers soient appelés Messire suivi du nom, voire du titre le cas échéant, notamment en remplacement de Monseigneur. Cet usage est conservé au Royaume-Uni (titre Sir).

### Les qualifications ou prédicats simples
En dehors de la Cour ou des cérémonies officielles, et notamment lorsqu'ils étaient appelés par des non-nobles, les appellations suivantes étaient tolérées pour la noblesse :
- Monsieur, suivi du titre, par un serviteur ou un interlocuteur non noble. Il arrivait parfois que les pairs du Royaume aient le droit à cette appellation lorsqu'ils étaient présentés à un noble n'étant pas admis à la pairie[20], notamment parce que la plupart des pairs étaient ducs et que la pairie constituait une distinction dans la noblesse.
- Monseigneur, par tous les non-nobles, en usage notamment chez les serviteurs de la noblesse.

De manière générale, l'utilisation de Monseigneur par rapport à Monsieur marque un signe de soumission envers l'interlocuteur. Il n'était donc pas rare surtout durant le Moyen Âge que des nobles de moindre importance nomment leur suzerain par le terme Monseigneur.
Par contre, entre nobles, on ne s'appelait pas Monsieur le comte, mais simplement Monsieur sans référence au titre.
Ces appellations sont encore en usage non officiel en France, surtout dans les campagnes.[réf. nécessaire]

### Les qualifications ou prédicats non codifiées
Outre ces appellations codifiées, il pouvait arriver que d'autres formules de politesse soient utilisées telle que Votre Grâce pour les ducs, Votre Magnificence pour les marquis, Votre Grandeur pour les comtes et  Monseigneur pour les barons[réf. nécessaire].

## LiechtensteinetMonaco
Le prince souverain de Monaco et sa famille portent la qualification ou prédicat de Son Altesse Sérénissime pour les membres en ligne directe et Son Altesse pour les autres.[réf. nécessaire]
Les prédicats de ces principautés étant systématiquement et pour tous sous la forme : Prédicat + titre + prénom (ou nom de règne) + territoire. On dira donc : Son Altesse Sérénissime le prince Albert II de Monaco.

## Luxembourg

### La famille grand-ducale
Le Luxembourg étant un grand-duché, c'est la qualification ou prédicat « Son Altesse grand-ducale » qui était en vigueur de 1890 à 1919. La qualification ou prédicat d'altesse royale utilisée depuis 1919 ne vient pas de la maison de Nassau-Weilbourg mais de la maison de Bourbon-Parme. En effet, c'est de cette famille qu'était issu Félix de Bourbon-Parme (1893-1970) époux de la grande-duchesse régnante Charlotte (1896-1985).

### Les autres membres
Les autres membres de la famille grand-ducale peuvent utiliser la qualification ou prédicat de Son Altesse suivi du nom et de l'énoncé du nom du grand-duché.
Il n'y a plus de noblesse au Luxembourg et le grand-duc ne confère pas de titres de noblesse, à l'exception du titre de comte Bernadotte af Wisborg (quatre bénéficiaires dont le prince Sigvard de Suède).

## Pologne

### Le monarque
En Pologne le roi qui a porté pendant plusieurs siècles le titre de grand-duc de Lituanie était appelé Sa Majesté.

### Les princes du sang
Les fils et filles du monarque avaient la qualification ou prédicat d'altesse royale.

### Les princes non royaux
Certaines familles princières polonaises titrées par des souverains étrangers ont le droit d'utiliser la qualification ou prédicat d'altesse, c'est par exemple le cas de la famille Radziwiłł.

### Les membres de la noblesse
Antérieurement à l'apparition des titres de noblesse en Pologne un système de qualification ou prédicat nobiliaire qui demeure toujours avait été institué. La hiérarchie est instituée selon l'importance de la famille.
- Les magnats de la haute noblesse (très grand propriétaire de villes et villages) sont appelés illustrissimus ac magnificus ou magnificus.
- Les membres de la moyenne noblesse (grand propriétaire terrien et propriétaire de villages) sont appelés generosus.
- Les autres membres de la noblesse sont appelés nobilis.

## Royaume-Uni
Au Royaume-Uni, il existe des appellations propres aux anciens royaumes composant de l'actuel Grande-Bretagne et d'Irlande du Nord, ainsi que des appellations d'usage issues de la tradition française.
voir : Burke's Peerage & Baronetage

### Le monarque
La qualification ou prédicat du monarque britannique est comme il se doit Sa Majesté, néanmoins, durant tout le temps où dura l'empire des Indes, le monarque britannique portait préférentiellement la qualification ou prédicat de « Sa Majesté Impériale ». À la différence de la France, il est utilisé comme un titre d'appel pour s'adresser au monarque : « Votre Majesté ».
Depuis les premiers rois d'Angleterre, le souverain de Grande-Bretagne a droit à la qualification ou prédicat de par la grâce de Dieu suivi de l'énoncé de l'ensemble des possessions sous la forme suivante : Nom de règne + par la grâce de Dieu + noms des territoires et des titres correspondants en commençant toujours par le plus ancien.
Depuis que le roi Henry VIII est devenu chef de l'Église, les monarques l'ayant suivi portent la qualification ou prédicat de Fidei defensor ou défenseur de la Foi.
Après l'unification du royaume d'Angleterre et de celui d'Écosse, ces derniers titres ont été réunis sous celui de roi du Royaume-Uni de Grande-Bretagne. Le titre de roi d'Irlande fut transformé en roi d'Irlande du Nord à la suite de l'indépendance de l'Irlande. La reine Victoria, bien qu'impératrice des Indes, préféra utiliser le terme de monarque des îles Britanniques.
L'actuelle titulature en vigueur pour le monarque britannique est : Charles, par la grâce de Dieu, Roi du Royaume-Uni de Grande-Bretagne et d'Irlande du Nord ainsi que des autres terres et territoires, chef du Commonwealth, défenseur de la Foi.
À noter qu'en Grande-Bretagne, la reine survivante d'un souverain change de titre et devient Sa Majesté la reine douairière, ceci étant dû à l'absence de loi salique, permettant à une femme de monter sur le trône et la volonté d'éviter toute confusion entre l'ancienne reine et la reine régnante. Cette appellation est automatique, y compris lorsque c'est un mâle qui monte sur le trône ou qu'il y a régence.
Le cas d'Elizabeth Bowes-Lyon est particulier. En effet, à la mort du roi George VI (le mari de Lady Elizabeth Bowes-Lyon), c'est sa fille Élisabeth II qui monte sur le trône ; ainsi, Sa Majesté la reine Elizabeth aurait dû devenir Sa Majesté la reine douairière Elizabeth afin de la distinguer de sa fille. Seulement le titre de reine douairière était déjà porté par la mère de George VI, survivante du roi George V. Le titre de « reine mère » avec la qualification ou prédicat de Sa Majesté, lui sera accordé en 1952. Elle le conservera jusqu'à son décès en 2002 malgré la mort de la reine douairière en 1953.

### Les princes
En Grande-Bretagne, les princes du sang titrés utilisent exclusivement le titre de prince au niveau protocolaire, ainsi que leurs conjoints. L'ensemble de la famille royale a droit au prédicat Son Altesse Royale. Ainsi, on dira : Son Altesse Royale le comte de Wessex, et non Son Altesse Royale le prince Edward. Sa femme sera Son Altesse Royale la comtesse de Wessex.
Dans le cas où l'époux d'une princesse britannique n'est pas issu de la noblesse (a commoner), celui-ci peut toutefois bénéficier d'un rang dans un des ordres britanniques de chevalerie (ce qui fut le cas de l'époux de Son Altesse Royale la princesse royale, l'amiral Timothy Laurence, qui fut nommé chevalier commandeur de l'Ordre de Victoria [titré Sir] en reconnaissance pour sa brillante carrière dans la Royal Navy).
Les membres de la famille royale ne descendant pas en ligne directe du souverain ont le droit au prédicat d'altesse royale.
Les prédicats tout comme les titres se perdent avec le divorce. Ainsi, Lady Diana Spencer fut, jusqu'à son divorce, Son Altesse Royale la princesse de Galles, puis au jour de son divorce Lady Diana Spencer puisqu'elle était déjà noble mais non titrée avant son mariage. Néanmoins, compte tenu de la grande popularité de Lady Diana Spencer auprès du peuple et du fait qu'elle était la mère d'un futur roi, la reine lui accorda le droit de conserver le titre de princesse de Galles mais pas le prédicat d'altesse royale.
Contrairement à une idée reçue, Camilla Parker Bowles, est de facto devenue princesse de Galles en épousant l'héritier du trône. Néanmoins, vu le décès tragique de la précédente princesse de Galles ainsi que la désapprobation du peuple britannique pour le second mariage du prince de Galles, il fut décidé que la nouvelle épouse du prince ferait usage du second titre du prince à savoir : Son Altesse Royale la duchesse de Cornouailles. Il avait également été décidé que, si elle venait à monter sur le trône aux côtés de Charles, elle ne prenne pas le titre de Sa Majesté la reine, mais plutôt celui de Son Altesse Royale la princesse consort. Cependant, la reine Élisabeth II est revenue sur cette décision en 2022, et Camilla a donc été titrée reine à l'avènement de son mari en septembre de la même année.

### Les ducs
Les ducs britanniques sont désignés par le prédicat nobiliaire Sa Grâce.

### Les marquis, comtes, vicomtes et barons
Tout comme en France, ces titres ne s'utilisent jamais avec le prédicat Monsieur ou son équivalent anglais.
En Grande-Bretagne, les marquis ont droit au prédicat de le plus honorable (Most Hon.). Les comtes, vicomtes et barons ont droit au prédicat de le très honorable (Rt. Hon.) suivi du titre puis du prénom (et enfin du nom de terre attaché au titre). Les barons écossais utilisent le prédicat de le très honoré (Much Honoured).

### Lagentry
Les membres de la gentry appartiennent à la noblesse non-titrée britannique, dont seuls les baronnets (titre héréditaire) et les chevaliers d'un ordre de chevalerie britannique (titre personnel) sont appelés par le prédicat honorifique et nobiliaire de Sir et leurs fils aînés par le titre d'Esquire.

## Russie
La Russie a ses propres appellations en langue russe qui ne connaissent pas de traduction en français, néanmoins, l'habitude prise par la cour impériale depuis Catherine II d'utiliser des rites occidentaux (notamment français) pour l'étiquette de ladite cour ont donné par traduction les règles suivantes :

### Le monarque
Le premier à prendre le titre de tsar de toutes les Russies est Ivan IV (précédemment grand-duc de Moscou) : il s'agit d'une russification du prédicat honorifique latin Caesar pris par les premiers empereurs romains. Il n'est alors pas utilisé de prédicat pour désigner le souverain qui est seulement nommé par le terme « tsar de toutes les Russies » qui est une marque honorifique en soi. Les prédicats n'ont donc pas d'existence dans la Russie des origines.
Pierre Ier, souhaitant faire de la Russie la « Troisième Rome », ordonne que le titre d'imperator soit utilisé. Les souverains russes prendront dès lors le titre d'empereur de toutes les Russies. Il n'est toujours pas utilisé de prédicat pour désigner le souverain. Les termes Monsieur, Madame ou leurs dérivés (Monseigneur, par exemple) n'ayant pas cours en Russie, le tsar est simplement nommé empereur de toutes les Russies.
Catherine II, souhaitant marquer le fait qu'il n'y a qu'un seul souverain en Russie, se fera appeler par le terme d'impératrice et autocrate de toutes les Russies. Son rapprochement avec les cours européennes, et notamment la cour de France, introduira progressivement l'usage des prédicats tels que Sa Majesté Impériale.
Dès lors les souverains russes seront connus comment étant : Sa Majesté Impériale, [Nom de règne], autocrate et empereur de toutes les Russies. Malgré tout, le terme tsar (et ses dérivés) reste principalement utilisé, tant en Russie qu'à l'étranger, comme titre et prédicat.
L'impératrice consort est la tsaritsa ou, en français courant, la tsarine, mais jamais Sa Majesté Impériale, titre réservé au tsar ou à une tsaritsa régnante. Comme au Royaume-Uni, le conjoint d'une tsarine régnante ne peut être nommé tsar, il est alors kniaz jusqu'à Pierre le Grand puis prince, et prend sous Catherine II le prédicat d'altesse impériale.

### Les princes du sang
Jusqu'à Pierre Ier puis Catherine II, les termes suivants étaient en vigueur :
- Pour la primogéniture mâle du tsar : tsesarevitch[37], sa femme prend le titre de tsesarevna[38].
- Pour les descendants mâles en ligne directe du tsar : tsarevitch, leur femme étant alors tsarevna.
- Pour la descendance féminine en ligne directe du tsar : tsarevna[39], leurs maris étant alors Kniaz.

Les autres membres ne descendant pas en ligne directe du tsar n'avaient pas de titre ou de prédicat particulier.
Les membres de la famille du souverain, tout comme ce dernier ne sont pas titrés à l'exception du tsesarevitch qui est titré Velikii Kniaz (le Grand-Prince).
Sous Pierre Ier les titres russes prennent une dénomination occidentale.
Le titre de kniaz étant assez courant au sein des différentes composantes de l'Empire, il est choisi le terme de duc pour le traduire au lieu du terme de prince qui lui était autrefois préféré.
Le tsesarevitch devant toujours être distingué par rapport aux autres descendants mâles du tsar prit le titre du premier des tsars, grand-duc de Moscou et sa femme devient la grande-duchesse de Moscou. Les tsarevitch deviennent « grands-ducs » et leurs femmes « grandes-duchesses ». Les tsarevna deviennent « grandes-duchesses » et leurs époux « ducs ».
Sous Catherine II, il fut ajouté des prédicats occidentaux. Pour les descendants en ligne directe du tsar Son Altesse Impériale pour les autres membres de la famille impériale, le prédicat Son Altesse.
Le titre de prince (ou sa traduction russe) n'est pas utilisé après le prédicat.

### Leskniaz
Outre certains membres de la famille impériale, le terme de kniaz désignait les anciens souverains des principautés ayant été conquises par les grands-princes de Moscou, puis par les tsars.
Ils conserveront jusqu'à Catherine II le titre de kniaz sans prédicat particulier. Puis prirent le prédicat Son Altesse Sérénissime. Les nouveaux « princes » créés à partir de Catherine II prirent le prédicat de Son Altesse Illustrissime.

### Les membres de la noblesse
Avant Pierre Ier, la noblesse n'avait pas de prédicat particulier et seule l'organisation interne des boyards établissait une hiérarchie dans la noblesse. Avec l'instauration de la Table des Rangs et la disparition de cette classe de la population, des prédicats apparurent, notamment sous Catherine II :
- 1er et 2e rang : Sa Haute Excellence
- 3e et 4e rangs : Son Excellence
- 5e rang : Sa Haute Naissance
- 6e au 8e  rang : Sa Haute noblesse

En dessous du 8e rang, les membres de la Table des Rangs ne sont plus considérés comme nobles, mais étant « sur le chemin de la noblesse » ils ont droit au prédicat de Sa Noblesse, afin de les distinguer du reste de la population.

## Saint-Empire romain germanique

### Cas particuliers
Les descendants des anciens grands-duchés de Bade et de Hesse sont appelés Son Altesse Grand-ducale.
Dans ce cas l'utilisation de la qualification ou prédicat se fait de la façon suivante : Qualification + prénom + nom du grand-duché
Il était également d'usage d'utiliser le terme Sa Dilection, qui est un titre ou une qualité qui se donnait en Allemagne aux électeurs. On disait Sa Dilection comme on dit Sa Grandeur pour un évêque.